# Analytická funkce
Analytická funkce je funkce, kterou lze na okolí každého bodu vyjádřit jako součet mocninné řady. Pro funkci {\displaystyle f(x)} to znamená na okolí bodu {\displaystyle x_{0}}
{\displaystyle f(x)=\sum _{i=0}^{\infty }a_{i}(x-x_{0})^{i}},
kde {\displaystyle x_{0}} je libovolný bod {\displaystyle \mathbf {D} }. Uvedená řada je tedy konvergentní pro všechna {\displaystyle x} z okolí bodu {\displaystyle x_{0}}. Analytické funkce mohou být reálné, ale také komplexní.
Všechny holomorfní funkce jsou analytické.

## Příklady
Analytické funkce jsou například polynomy, trigonometrické funkce, exponenciála a logaritmus na svém definičním oboru.
Příkladem analytické funkce komplexní proměnné je logaritmická funkce komplexní proměnné z. Tzv. hlavní větev logaritmu z je definována vztahem
{\displaystyle \ln _{0}z=\ln r+\mathrm {i} \varphi }
pro {\displaystyle r>0} a {\displaystyle -\pi <\varphi \leq \pi }, kde {\displaystyle z=r(\cos \varphi +\mathrm {i} \sin \varphi )}. Tato funkce je holomorfní funkce v celé komplexní rovině s výjimkou bodu {\displaystyle z=0} a bodů na záporné reálné ose, kde je nespojitá (její imaginární část má v těchto bodech skok {\displaystyle -2\pi }).

## Vlastnosti
- Součet analytických funkcí je analytická funkce.
- Součin analytických funkcí je analytická funkce.